# Hexion
Hexion, Hexion Inc. autrefois Momentive Specialty Chemicals Inc., est un groupe industriel américain spécialisé dans la chimie, basé à Columbus, dans l'Ohio et détenu par le fonds d'investissement Apollo.
Ce groupe produit notamment des résines thermodurcissable et est l'un des plus gros producteurs américains de formaldéhyde et de bisphénol A.
Le groupe produit aussi des produits chimiques de revêtements et enrobages, des matériaux composites, divers matériaux de construction, dont les contreplaqués et bois agglomérés, diverses formes de latex synthétique (rachetée en France au groupe Rhodia), des abrasifs et divers types d'adhésifs ou encore des produits utilisés dans les forages de pétrole et de gaz.
En fin du premier trimestre 2018, selon l'entreprise :
- ses ventes nettes ont été de 946 millions de dollars (+9% par rapport à l'année précédente)[4] ;
- la perte nette était de 13 millions de dollars[4] ;
- le segment EBITDA était de 118 millions de dollars (hausse de 24% par rapport à l'année précédente)[4].

## Organisation interne
Hexion est organisé en deux divisions : 
- une division consacrée aux résines époxy, phénoliques et d'enrobage (the Epoxy, Phenolic and Coating Resins Division : Hexion Specialty Chemicals),
- une division consacrée aux produits forestiers (the Forest Products Division).

## Gouvernance
En 2018, selon le site internet de l'entreprise : 
- Le Conseil d'administration est présidé par Craig A. Rogerson (PDG et Administrateur), qui est assisté de George F. Knight (Administrateur, vice-président exécutif et chargé de la direction financière de l'entreprise)[5] ;
- Le Conseil de gérance de Hexion Holdings LLC est présidé par Graig A. Rogerson, assisté de George F. Knight (Administrateur, vice-président exécutif et chef de la direction financière)[5].

## Histoire
Hexion a été créé en 2005 par la fusion de Borden Chemicals, Resolution Performance Products et Resolution Specialty Materials et par l'acquisition de Bakelite AG.
En 2007, Hexion achète à Arkema son secteur résines.
En 2008, Hexion a failli racheter (10,6 milliards de dollars, sur la base d'un compromis signé en 2007) un autre grand groupe, Huntsman.
La compagnie Momentive Performance Materials Inc. et  Hexion Specialty Chemicals Inc. s'unissent en 2010 pour former la holding Momentive Performance Materials Holdings LLC.
En 2015, cette compagnie s'est elle-même rebaptisée Hexion Inc.